# Vocontii

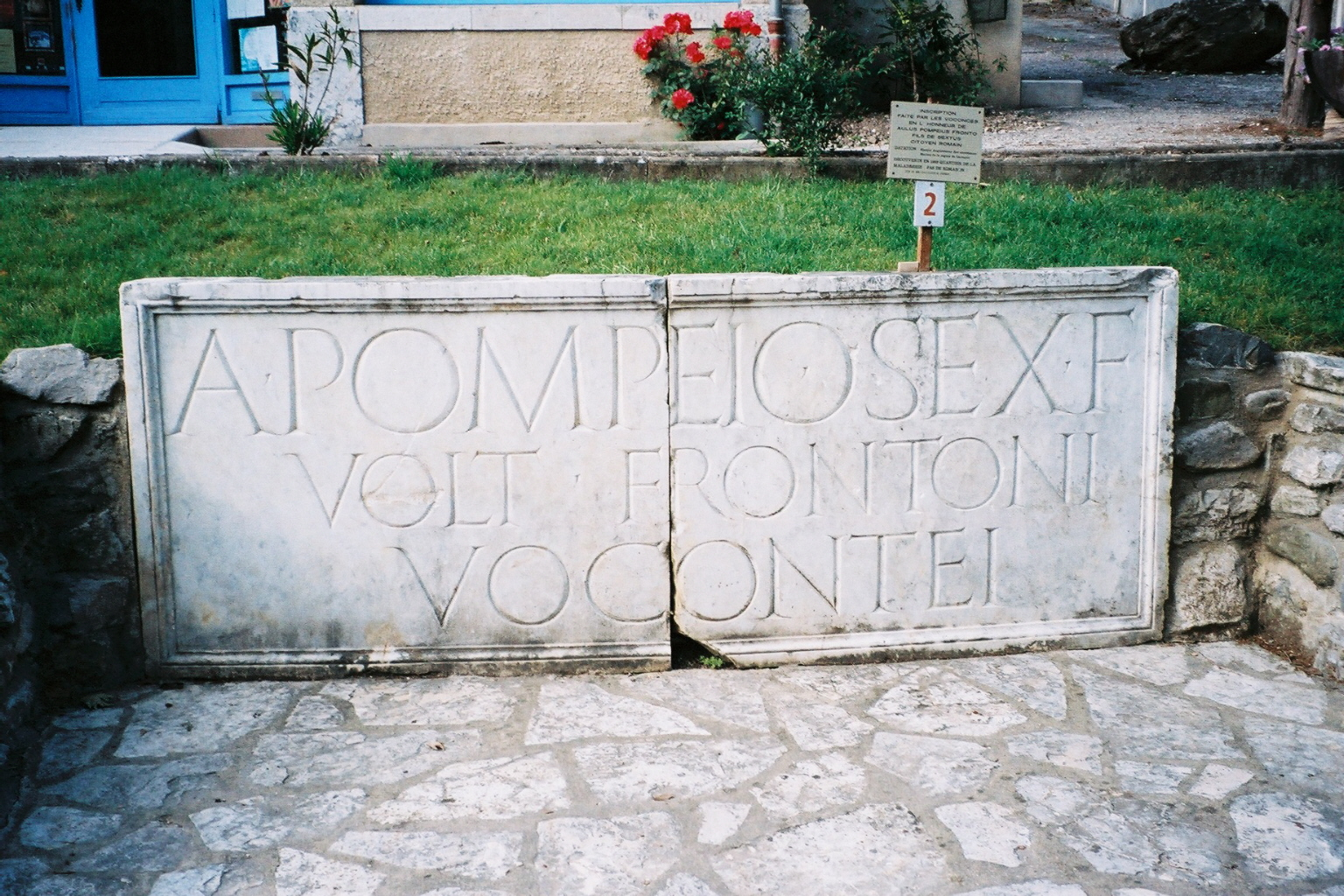
Latijnse inscriptie uit de Romeinse tijd, ontdekt in Saillans (Drôme), opgericht door de stad van de Vocontii ter ere van een van haar leiders.

De Vocontii waren een Gallische stam die volgens beschrijvingen van Livius, Julius Caesar en Strabo het gebied tussen de Rhône, de Isère, de Alpen en de Durance bevolkten. De buren van de Vocontii waren de Allobroges ten noorden en de Salluviërs ten zuiden.
De noordelijke hoofdplaats van de Vocontii was Dea Augusta Vocontiorium, het huidige Die in het departement Drôme; de streek heeft de naam Diois. De tweede hoofdplaats was Vasio, het huidige Vaison-la-Romaine in de Vaucluse. Deze laatste streek wordt ook wel Voconce genoemd, naar de Vocontii.
In de jaren na 125 v.Chr. werden de Vocontii onderworpen aan de Romeinen. De consuls Marcus Fulvius Flaccus und Gaius Sextius Calvinus versloegen de Vocontii, Salluviërs en de Liguriërs en stichtten daarmee de Romeinse provincie Gallia Narbonensis.
Volgens Strabo behielden zij na hun aanpassing aan de Romeinse cultuur en leefwijze (Pax Romana) een zekere autonomie.
Gallia Cisalpina:
Anares · Beluni · Boii · Carni · Caturiges · Cenomani · Ceutrones · Insubres · Lepontii · Libici · Lingones · Nerusi · Salassi · Segusani · Suetri · Taurini · Vedianti

Gallia Transalpina:
Aedui · Albici · Allobroges · Ambarri · Ambiani · Andecavi · Arecomici · Atrebati · Aulerci Cenomani · Aulerci Diablintes · Aulerci Eburovices · Arverni · Baiocasses · Bellovaci · Bituriges Cubi · Bituriges Vivisci · Cadurci · Caleti · Carnutes · Catalauni · Caturiges · Cavares · Cenomani · Centrones · Cetrones · Commoni · Condrusi · Coriosolitae · Durocasses · Eciates · Eleuteti · Gabali · Garocelli · Geidumni · Grudii · Helvetii · Helvii · Lemovices · Leuci · Levaci · Lexovii · Lingones · Mandubii · Mediomatrici · Medulli · Menapii · Morini · Namnetes · Nantuates · Nerviërs · Nitiobriges · Osismii · Parisii · Petrocorii · Pictones · Pleumoxii · Redones · Remi · Ruteni · Salluviërs · Santones · Segni · Segovellauni · Segusiavi · Senones · Sequani · Silvanectes · Sordones · Suessiones · Tectosages · Tigurini ·  Tougener · Treveri · Tricasses · Tricastini · Turones ·  Veliocasses · Vellavi · Venelli · Veneti · Viducasses · Viromandui · Vocontii · Volcae Arecomici · Volcae Tectosages · Vivisci